# Siesta Shores
Siesta Shores – jednostka osadnicza w Stanach Zjednoczonych, w stanie Teksas, w hrabstwie Zapata.